# Standkirchen
Standkirchen ist ein Gemeindeteil der Gemeinde Weyarn im oberbayerischen Landkreis Miesbach.

## Geographie
Das Dorf Standkirchen liegt nördlich des Hauptortes Weyarn. Östlich des Ortes verläuft die Kreisstraße MB20, südlich verlaufen die A 8 und die Staatsstraße St 2073. Westlich fließt die Mangfall und östlich der Moosbach.

## Baudenkmäler
In der Liste der Baudenkmäler in Weyarn sind für Standkirchen drei Baudenkmäler aufgeführt, darunter
- die südöstlich des Ortes stehende Feldkapelle aus dem 3. Viertel des 19. Jahrhunderts, die einen giebelseitigen Dachreiter trägt.